# Seuratia globifera
Seuratia globifera är en svampart som först beskrevs av Ellis & Everh., och fick sitt nu gällande namn av Meeker 1975. Seuratia globifera ingår i släktet Seuratia och familjen Seuratiaceae.   Inga underarter finns listade i Catalogue of Life.